# Gene Austin

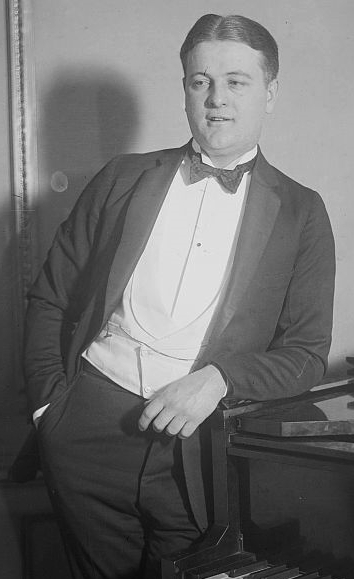
Gene Austin

Gene Austin (* 24. Juni 1900 in Gainesville, Texas; † 24. Januar 1972 in Palm Springs, Kalifornien) war ein US-amerikanischer Sänger und Songwriter. Er gilt als einer der erfolgreichsten Künstler der 1920er- und 1930er-Jahre. Mit seinem einfühlsamen Gesangsstil wurde er zum Wegbereiter der Crooner. Zu seinen größten Erfolgen zählen Lieder wie My Blue Heaven, When My Sugar Walks Down the Street und The Lonesome Road, die zu Pop- bzw. Jazz-Klassikern wurden.
Neben zahlreichen Auftritten auf der Bühne und im Radio hatte er als The Voice of the Southland einige Filmauftritte als Nebendarsteller, oftmals an der Seite von Mae West. Außerdem spielte er in dem Western Songs and Saddles (1938) eine Hauptrolle als Singender Cowboy.

## Leben

### Kindheit und Jugend
Gene Austin wurde als Lemuel Eugene Lucas geboren, den Namen Austin musste er nach der Scheidung seiner Eltern von seinem Stiefvater übernehmen.
Gainesville befand sich auf der Strecke des damals noch häufiger frequentierten Chisholm Trails, von den durchziehenden Cowboys lernte er die Lieder des alten Westens. Seine Mutter fürchtete jedoch, er könnte von den Rindern zu Tode getrampelt werden und untersagte ihm daher weitere Ausflüge auf den Trail. Daraufhin führten ihn seine Streifzüge in das Rotlichtviertel, wo er den improvisierten Darbietungen der Klavierspieler in den „parlor houses“, d. h. den dortigen Etablissements, lauschte und für sie Botengänge erledigte.
Kurz nach der erneuten Heirat seiner Mutter brachte Austins Stiefvater, ein Hufschmied, seine neue Familie nach Yellow Pine, Louisiana, um Begegnungen mit dem Ex-Mann seiner Frau zu vermeiden. Der kleine Gene hasste seine neue Umgebung, insbesondere das schwüle Klima, und sehnte sich zurück in seine texanische Heimat. Vor allem hasste er jedoch seinen Stiefvater, der ihn häufig schlug und zu Arbeiten in der Schmiede heranzog.
Gleichwohl erfolgte hier seine musikalische Prägung. Um wenigstens zeitweise den Misshandlungen seines Stiefvaters zu entkommen, freundete er sich mit schwarzen Baumwollpflückern an und verbrachte viel Zeit mit ihnen, insbesondere mit seinem „Ersatzvater“ Uncle Esau. Dort lernte er deren Musik kennen und schätzen und fand vor allem die Geborgenheit, die er zu Hause schmerzlich vermisste.
Mit 15 Jahren beschloss er, seinem übermächtigen Stiefvater und seinem ungeliebten Heim zu entkommen. Nach verschiedenen Jobs bei einem Zirkus und auf Jahrmärkten schloss er sich einer Vaudeville-Show an, wo er erstmals als Sänger auftrat. Er sang dort eine bunte Mischung aus Cowboy-Songs, Uncle Esaus ‚schwarzen‘ Liedern und dem „parlor house blues“.
Nach diesen Wanderjahren verschlug es ihn nach New Orleans, wo er zunächst in einem Nachtclub als Pianist arbeitete und schließlich in die Armee eintrat. Dort diente er sowohl in Mexiko beim Feldzug gegen Pancho Villa als auch im Ersten Weltkrieg in Frankreich. Bei einem Aufenthalt in der Krankenstation lernte den Armee-Zahnarzt Lt. Knapp kennen, der ihm vorschlug, zu Hause sein Assistent zu werden. Zunächst jedoch arbeitete er für ein Jahr als Knapps Assistent in Paris.

### Erste Erfolge
Nach seiner Rückkehr in die USA studierte Austin also auf Knapps Anraten für kurze Zeit Zahnmedizin, danach Jura. Abends trat er jedoch weiterhin in einem Nachtclub auf. Dort lernte er den Sänger Roy Bergere kennen, der ihn überzeugte, gemeinsam in der Vaudeville-Branche aufzutreten, zunächst jedoch mit geringem Erfolg. Während dieser Zeit entdeckte Austin jedoch sein Talent als Songwriter. Eine seiner Kompositionen, How Come You Do Me Like You Do, war ein großer Erfolg für ihn und Bergere und verhalf ihnen zu einer Anstellung im Mahjong Club von Lou Clayton, der mit seinen Partnern Jimmy Durante und Eddie Jackson das berühmte Vaudeville-Trio Clayton, Jackson und Durante bildete. Nachdem Bergere geheiratet und sich mit seiner Frau eine Karriere aufbauen wollte, arbeitete Austin zunächst weiter im Club, bis dieser während der Prohibition geschlossen wurde.
Danach fand er Arbeit als Songwriter, zunächst für den Musikverlag Stark & Cowan, danach für den Verlag Jack Mills Inc., der bereits How Come You Do Me Like You Do verlegt hatte. Noch während seiner Zeit bei Stark & Cowan hatte er 1924 seine erste Ehefrau Kathryn Arnold geheiratet; insgesamt war er fünfmal verheiratet. Über Mills kam Austin mit Vocalion Records in Verbindung, die im Auftrag einer Laden-Kette aus Nashville Aufnahmen des blinden Hillbilly-Musikers George Reneau machen sollten. Da dessen „absolut unmögliche“ Stimme bei den Verantwortlichen nicht gut ankam, sie jedoch ihren Kunden nicht verprellen wollten, kam man aufgrund von Austins Herkunft aus den Südstaaten auf die Idee, ihn den Gesangspart übernehmen zu lassen. Austin selbst machte sich nichts aus dieser Art von Musik, als professioneller Sänger war er jedoch in der Lage, den gewünschten Stil genau zu treffen und sogar zu jodeln. Insgesamt veröffentlichte Vocalion auf diese Weise 6 Aufnahmen, verschwieg jedoch Austins Beteiligung. Erst nachdem diese sich gut verkauften, machten Austin und Reneau unter dem Namen Blue Ridge Duo im September 1924 einige weitere Aufnahmen für Edison Records.

### Durchbruch
Austins großer Durchbruch kam 1924, als er einige Lieder für Victors Star Aileen Stanley zusammenstellen sollte. Das erste Lied, das er ihr und Victors Musikdirektor Nat Shilkret vorstellte, war seine Eigenkomposition When My Sugar Walks Down the Street. Beide waren von seinem Lied und seiner Person so begeistert, dass Shilkret ihm ein Duett mit Stanley anbot und im Erfolgsfall einen festen Vertrag in Aussicht stellte.
Das Duett mit Aileen Stanley beeindruckte die Victor-Verantwortlichen so sehr, dass bald weitere Aufnahmen folgten. 1925 hatte Austin mit Yearning seinen ersten großen Hit als Solo-Künstler. Der Erfolg war so groß, dass Austin beschloss, seinen Job bei Mills zu kündigen und sich ganz auf seine Karriere als Sänger zu konzentrieren. Tatsächlich sollte in der Folgezeit Hit auf Hit folgen: In den nächsten zehn Jahren verkaufte Austin 80 Millionen Schallplatten, ein Rekord, der die nächsten 40 Jahre unangetastet bleiben sollte. Zwischen 1925 und 1934 konnte er 55 Titel in den Top 20 platzieren. Im Sommer 1925 führte ihn seine immense Popularität sogar nach London, wo er im berühmten Princess Club auftrat.
Ursache für Austins Erfolg war neben seinem Talent als Songwriter sein untrügliches Gespür für einen Hit. So griff er oftmals auf von Kollegen abgelehnte Stücke fremder Komponisten zurück und machte sie zu großen Erfolgen, etwa Yes Sir, That’s My Baby von Gus Kahn und Walter Donaldson, heute ein Klassiker, oder Forgive Me von Milton Ager und Jack Yellen. Umgekehrt wurden auch Austins eigene Werke zu großen Erfolgen für andere Künstler, etwa das mit Nat Shilkret im afroamerikanischen Stil komponierte The Lonesome Road (1927), das 1929 in der ersten Verfilmung des Musicals Show Boat verwendet wurde und seither von nahezu unzähligen Künstlern aus den unterschiedlichsten Genres aufgenommen wurde, unter ihnen Louis Armstrong, Sammy Davis, Jr. oder Judy Garland.
Da er es zu seiner großen Enttäuschung jedoch nicht schaffte, die Verantwortlichen bei Victor davon zu überzeugen, auch afroamerikanische Musik zu produzieren, gründete er wenig später seinen eigenen Musikverlag. Auf diese Weise – und durch zahlreiche Live-Auftritte – hoffte er, diese Musik populärer zu machen. Außerdem besuchte er regelmäßig die Clubs in Harlem, um dort Kontakte zu knüpfen. Hier lernte er Fats Waller kennen, der Grundstein für eine lange persönliche Freundschaft und eine erfolgreiche Zusammenarbeit. Austin sollte 1929 u. a. Wallers Klassiker Ain’t Misbehavin’ aufnehmen und setzte ihn gegen rassistische Vorbehalte bei einigen Musikern als Pianist bei verschiedenen seiner Aufnahmen durch.
1927 häuften sich Streitigkeiten zwischen Austin und Shilkret über das Material, das Austin aufnehmen wollte. Nur gegen Shilkrets Widerstand gelang es Austin schließlich, das von Walter Donaldson und George Whiting komponierte Lied My Blue Heaven aufzunehmen. Es sollte Austins größter Hit werden, der sich 1927/1928 für insgesamt 26 Wochen in den Charts hielt – davon 13 Wochen auf der Spitzenposition – und sich über 5 Millionen Mal verkaufte.

### Krise und Film-Karriere
Austins Leben war jedoch nicht frei von Schicksalsschlägen. Bereits 1925 war Uncle Esau gestorben, kurz nach der Veröffentlichung von My Blue Heaven starb sein neugeborener Sohn. Im gleichen Jahr kam er beinahe ums Leben, als seine Yacht My Blue Heaven auf dem Atlantik nahe Southport, North Carolina in einem schweren Sturm geriet. Außerdem hatte er ständig mit zunehmenden Alkoholproblemen zu kämpfen, die letztendlich in seiner ersten Scheidung endeten.
Die Weltwirtschaftskrise führte schließlich dazu, dass sich seine Verkaufszahlen verminderten. Außerdem verlor er selbst einen Teil seines Vermögens. Austin war daher auf der Suche nach einem zweiten Standbein und begann, im Radio aufzutreten, zunächst in der Sendung California Melodies, wo er mit dem Duo Candy und Coco, d. h. dem Bassisten Candy Candido und dem Gitarristen Otto „Coco“ Heimel, zusammenarbeitete. Gemeinsam mit ihnen hatte er in Sadie McKee (1934) seinen ersten Filmauftritt an der Seite von Joan Crawford. Es folgten weitere Filmauftritte, für die er häufig Lieder komponierte und auch selbst sang. Zu nennen sind etwa die Filme, Die Schöne der neunziger Jahre (1934), Klondike Annie (1936) and My Little Chickadee (1940), mit seiner guten Freundin Mae West, die einige seiner Titel sang.
1935 kaufte Austin einen leerstehenden Night-Club, den er My Blue Heaven nannte und in einen erfolgreichen Szene-Treffpunkt umwandelte. Dieser Erfolg führte ab Herbst 1936 zu einem weiteren festen Engagement im Radio, in der Joe Penner Show auf WABC. Auf die Dauer stellte sich die doppelte Belastung jedoch als zu viel heraus, so dass er den Club an den Jazz-Sänger Louis Prima verkaufte, der den Club in The Famous Door umbenannte. Wenig später kaufte Austin jedoch erneut einen Club, den er wiederum My Blue Heaven nannte.
Ein weiterer Abschnitt in Austins Karriere begann 1938, als ihm eine Rolle als Singender Cowboy angeboten wurde. Mitte der 1930er-Jahre war nach Gene Autrys ersten Erfolgen in Hollywood ein regelrechter Boom musikalischer Western ausgebrochen, die verschiedenen Studios bemühten sich daher, jeweils eigene Vertreter ins Rennen zu schicken. Dabei griffen sie oftmals auf bereits etablierte Sänger zurück, denen kurzerhand ein Western-Image verpasst wurde. Und da Austin bereits als Kind als Hufschmied mit Pferden gearbeitet und schon zuvor die Lieder der Cowboys kennengelernt hatte, fiel die Wahl des kleinen Astor Studios auf ihn. Songs and Saddles lief jedoch nicht regulär in den Kinos, sondern nur im Zusammenhang mit einer Tournee der Mitwirkenden, die nach der Vorführung noch einen Live-Auftritt anhängten. Dementsprechend wurde der Film unter dem Label Road Show Productions veröffentlicht.
Der Film stellte sich jedoch als Enttäuschung heraus. Austin war zwar ein begnadeter Sänger und auch als Schauspieler – insbesondere als romantischer Liebhaber – nicht unbegabt, als Cowboy war er jedoch vor allem in den Action-Sequenzen völlig unglaubhaft. Von Fans und Kritikern gleichermaßen geschmäht, sollte es Austins erster und letzter Ausflug in dieses Genre gewesen sein. Zuvor hatte er jedoch in Erwartung eines längerfristigen Engagements seinen Club verkauft. Allerdings hatte er auf Tournee Billy Wehle kennengelernt, den Inhaber einer Zelt-Show, der ihm eine Zusammenarbeit anbot. Gegen den Rat seines Managers sagte Austin zu, da er sich so an glücklichere Tage erinnert fühlte. Die Zusammenarbeit währte jedoch nicht lange, da es bald zu finanziellen Streitigkeiten kam und gegen Wehle noch offene Steuerforderungen bestanden, für die Austin nicht einstehen wollte. In seiner Autobiographie bezeichnet er Wehles Angebot als „con“, d. h. als Schwindel bzw. Betrug.
Bemerkenswert an Austins Mitwirken bei der Zelt-Show ist aus Sicht von Jazz-Fans die Gründung der Band The Whippoorwills. Austin hatte für die Show die Band The Fidgety Four engagiert und sie in Anlehnung an die erste Strophe von My Blue Heaven umgetauft: „When Whippoorwhills call and evening is nigh“. Diesen Namen behielten die Bandmitglieder auch nach der Trennung von Austin bei und spielten nach dem Zweiten Weltkrieg in leicht veränderter Besetzung weiter eine Mischung aus, Jazz, Swing und Country.
Austin selbst ging nach seiner Trennung von Wehle wieder zurück nach New York, arbeitete aber auch in Washington, D.C., wo er gemeinsam mit dem Entertainer Ken Murray eine weitere Vaudeville-Show aufbaute. Hier arbeitete er auch wieder mit den Whippoorwills zusammen und zog unermüdlich von Auftritt zu Auftritt.

### Karriere-Ende
Mitte der 1950er-Jahre gab es in Austins Karriere einen letzten Höhepunkt. 1954 nahm er für RCA Victor das Album My Blue Heaven auf, 1957 strahlte die NBC den TV-Film The Gene Austin Story aus. Das eigens dafür komponierte Lied Too Late sollte sein letzter Chart-Erfolg werden.
Ende der 1950er-Jahre zog sich Austin weitgehend aus dem Show-Geschäft zurück, 1962 nahm er an den Vorwahlen der demokratischen Partei für das Amt des Gouverneurs von Nevada teil, allerdings ohne Erfolg. 1966 heiratete er zum fünften und letzten Mal. In seinem neuen Wohnort Palm Springs war er noch bis 1970 in kommunalen Gremien aktiv und betrieb wieder einen Club mit dem Namen My Blue Heaven. Nach seinem Tod 1972 wurde er auf dem Forest Lawn Memorial Park Cemetery in Glendale, Kalifornien begraben.

## Austin und die Crooner
Gene Austin gilt als Pionier und Wegbereiter des Crooning. Wenn er auch rein zeitlich nicht der erste Crooner war, so hat er durch seine Erfolge den Grundstein für das spätere Massenphänomen gelegt. Viele der typischen Vertreter des Genres wie Bing Crosby, Frank Sinatra oder Russ Columbo nennen ihn als Inspiration für ihren Stil.
In den frühen 1920er-Jahren hatten die meisten Plattenstars ihre Wurzeln im Vaudeville und pflegten daher einen eher robusten Gesangsstil. Zudem waren sie vor der Einführung elektrischer Mikrophone Mitte 1925 gezwungen, besonders laut zu singen, um auch in den hinteren Reihen gehört zu werden. Austin hatte jedoch früh erkannt, dass er es an Stimmgewalt nicht mit Sängern wie dem damals sehr populären Al Jolson aufnehmen konnte. Er entschied sich daher, es mit einem eher zurückhaltenden Gesangsstil zu versuchen, mit dem bereits zuvor Cliff Edwards oder Nick Lucas einige Erfolge gehabt hatten.
Nachdem die meisten Studios die neue Technik eingeführt hatten und der neue Stil sich durchgesetzt hatte, wurde Austin neben Rudy Vallée einer seiner herausragendsten Vertreter. Zudem nimmt Austin für sich in Anspruch, als erster Künstler bei einem Live-Auftritt ein elektrisches Mikrophon benutzt zu haben, nachdem er ein solches bei einer Wahlkampfrede des späteren US-Präsidenten Warren G. Harding gesehen habe.